# Quartel-mestre-general
Em diversas forças armadas do mundo, o quartel-mestre-general (QMG) é o oficial general do estado-maior encarregue da administração e da logística de um exército ou de uma grande unidade militar.

## Quartel-mestre-general em vários países

### Alemanha
No Exército Alemão, apesar de um Quartiermeister (quartel-mestre) ser um oficial inferior encarregue dos abastecimentos, o Generalquartiermeister (quartel-mestre-general) não lida com abastecimentos mas sim com o comando operacional. O quartel-mestre-general é o mais alto oficial general do Exército, logo a seguir ao Chefe do Estado-Maior do Exército.

### EUA
O Quartermaster General of the United States Army (quartel-mestre-general do Exército dos Estados Unidos) é o oficial general responsável pelo Corpo de Quartel-Mestre, sendo, por inerência, o comandante da Escola de Quartel-Mestre. Atualmente, a função é desempenhada por um oficial com a patente de brigadeiro-general.
O Corpo de Quartel-Mestre é um dos três ramos logísticos do Exército dos EUA, juntamente com os corpos de Transporte e de Ordenança, sendo responsável pelos assuntos funerários, alimentação, fornecimento de combustível e água, serviços de campanha, abastecimento aéreo, serviços de duxes, lavandaria e reparação de fardamento, gestão e distribuição de material.

### Portugal
Em Portugal, o quartel-mestre-general do Exército é, tradicionalmente, o oficial general encarregue dos abastecimentos e do equipamento do Exército Português. A função de quartel-mestre-general existe desde o século XVIII, mantendo-se em quase todas as organizações posteriores do Exército.
Na atual organização do Exército, o quartel-mestre-general tem a patente de tenente-general e exerce a função de comandante do Comando da Logística. Como responsável da logística, superintende nos serviços de material, de transportes, de infraestruturas, de saúde, de finanças, de aquisições, geográfico, de audiovisuais e fabris do Exército.

### Reino Unido
No Exército Britânico, o Quartermaster-General to the Forces (quartel-mestre-general para as forças) é, tradicionalmente, o oficial general responsável pelo abastecimento de armamento, provisões, munições e outro material ao Exército.
Hoje em dia, é o mais alto oficial general da logística do Exército, com o posto de tenente-general e exerce a função de chefe de Material (Terra), dentro da Suporte e Equipamento de Defesa, a organização logística central das Forças Armadas do Reino Unido.